# Randy Merrill
Randy Merrill là một kỹ sư master âm thanh người Mỹ từng làm việc với các nghệ sĩ quốc tế gồm Blink-182, Day6, Lady Gaga, Katy Perry, Maroon 5, Harry Styles, One Direction, Adele, Imagine Dragons, Beck, Liam Gallagher, Jonas Brothers, Muse, Cage the Elephant, Maren Morris, Ariana Grande, Mumford & Sons, Paul McCartney, Troye Sivan, Taylor Swift, Lorde, Justin Bieber, Porter Robinson, Hamasaki Ayumi, Buck-Tick, King Gnu, Little Mix và BTS.

## Cuộc đời và sự nghiệp
Merrill theo học Cao đẳng Cộng đồng Jamestown trước khi tốt nghiệp Đại học Bang New York tại Fredonia với bằng Công nghệ Ghi âm. Sau đó, anh trở thành kỹ sư master âm thanh tại Masterdisk vào năm 2008 trước khi chuyển đến Sterling Sound vào năm 2013. Tại Sterling, Merrill đã làm việc cùng với Tom Coyne và giành được bốn giải Grammy, bao gồm chiến thắng cho album 25 của Adele và "Uptown Funk" của Mark Ronson. Các nhạc phẩm do Merrill master tiếp tục giành được các giải Grammy, có thể kể tới Colors của Beck, Sweetener của Ariana Grande, "Shallow" của Lady Gaga và Bradley Cooper, và Social Cues của Cage the Elephant.

## Giải thưởng và đề cử

### Giải Grammy
| Năm  | Tác phẩm đề cử        | Hạng mục                               | Kết quả   | Ghi chú |
| ---- | --------------------- | -------------------------------------- | --------- | ------- |
| 2017 | "Hello"               | Thu âm của năm                         | Đoạt giải |         |
| 2017 | 25                    | Album của năm                          | Đoạt giải |         |
| 2017 | Purpose               | Album của năm                          | Đề cử     |         |
| 2018 | Melodrama             | Album của năm                          | Đề cử     |         |
| 2019 | "Shallow"             | Thu âm của năm                         | Đề cử     |         |
| 2019 | Colors                | Album kỹ thuật tốt nhất, không cổ điển | Đoạt giải |         |
| 2020 | "7 Rings"             | Thu âm của năm                         | Đề cử     |         |
| 2020 | Thank U, Next         | Album của năm                          | Đề cử     |         |
| 2021 | folklore              | Album của năm                          | Đoạt giải |         |
| 2021 | Hyperspace            | Album kỹ thuật tốt nhất, không cổ điển | Đoạt giải |         |
| 2022 | "Leave the Door Open" | Thu âm của năm                         | Đoạt giải |         |
| 2022 | "Drivers License"     | Thu âm của năm                         | Đề cử     |         |
| 2022 | Montero               | Album của năm                          | Đề cử     |         |
| 2022 | Sour                  | Album của năm                          | Đề cử     |         |
| 2022 | Dawn                  | Album kỹ thuật tốt nhất, không cổ điển | Đề cử     |         |
| 2023 | "As It Was"           | Thu âm của năm                         | Đề cử     |         |
| 2023 | "Easy on Me"          | Thu âm của năm                         | Đề cử     |         |
| 2023 | Harry’s House         | Album của năm                          | Đoạt giải |         |
| 2023 | Harry’s House         | Best Engineered Album, Non-Classical   | Đoạt giải |         |
| 2023 | 30                    | Album của năm                          | Đề cử     |         |
| 2023 | Music of the Spheres  | Album của năm                          | Đề cử     |         |
| 2024 | "Anti-Hero"           | Thu âm của năm                         | Đề cử     |         |
| 2024 | "Vampire"             | Thu âm của năm                         | Đề cử     |         |
| 2024 | Midnights             | Album của năm                          | Đoạt giải |         |
| 2024 | Guts                  | Album của năm                          | Đề cử     |         |